# Stylidium albomontis
Stylidium albomontis är en tvåhjärtbladig växtart som beskrevs av Carlq. Stylidium albomontis ingår i släktet Stylidium och familjen Stylidiaceae. Inga underarter finns listade i Catalogue of Life.